# Uwe Schirmer

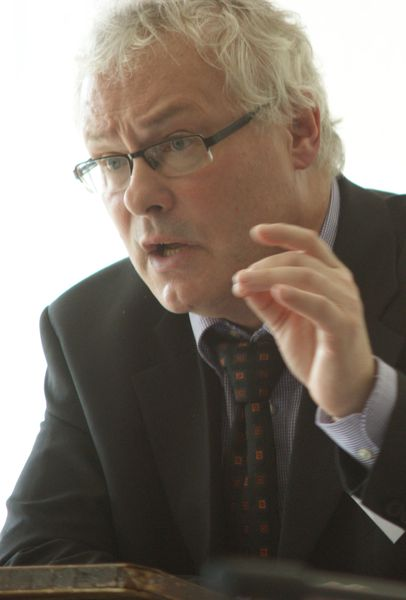
Uwe Schirmer im Jahr 2014, aufgenommen von Werner Maleczek auf einer Reichenau-Tagung des Konstanzer Arbeitskreises für mittelalterliche Geschichte

Uwe Schirmer (* 10. April 1962 in Grimma) ist ein deutscher Historiker.

## Leben und Werk
Uwe Schirmer studierte an der Pädagogischen Hochschule Leipzig und Universität Leipzig Geschichte, Germanistik und Erziehungswissenschaften bis zu seinem Staatsexamen 1991. Seine wichtigsten akademischen Lehrer waren Manfred Straube, Wieland Held und Karlheinz Blaschke. Er wurde 1994 an der TU Dresden promoviert, wo er von 1993 bis 1997 wissenschaftlicher Mitarbeiter war. Ab 1998 war Schirmer zuerst als wissenschaftlicher Assistent und nach seiner Habilitation 2003 als Privatdozent am Lehrstuhl für Sächsische Landesgeschichte des Historischen Seminars der Universität Leipzig tätig. Von 2006 bis 2009 war er Direktor des Universitätsarchivs Leipzig. Seit 2009 ist er Professor für Thüringische Landesgeschichte am Historischen Institut der Universität Jena.
Sein Forschungsschwerpunkt ist die Verfassungs-, Sozial- und Wirtschaftsgeschichte des mitteldeutschen Raumes vom Spätmittelalter bis in die frühe Neuzeit. In seiner Dissertation befasste er sich mit den demographischen, wirtschaftlichen und sozialen Verhältnissen im Amt Grimma von 1485 bis 1548. Er unternimmt den „Versuch [...], die ländliche Gesellschaft“ des Amtes Grimma „in ihrer Totalität zu erfassen“. Schirmer behandelt in seiner Dissertation in vier großen Kapiteln Bevölkerungsentwicklung und Sozialstruktur, Agrargeschichte, Alltags- und Sozialgeschichte, Handelsgeschichte sowie in zwei kleineren Abschnitten Brauwesen, Preis- und Lohnanalyse.
Neben Enno Bünz, Winfried Müller, Andreas Rutz und Joachim Schneider gehört er zu den Herausgebern des Neuen Archivs für sächsische Geschichte. 2010 wurde er zum ordentlichen Mitglied der Sächsischen Akademie der Wissenschaften gewählt. Zusammen mit Werner Greiling leitete er von 2013 bis 2017 an der Friedrich-Schiller-Universität Jena das Forschungsprojekt „Thüringen im Jahrhundert der Reformation“. Schirmer ist ehrenamtlich Domdechant als einer der acht Domherren des Domkapitels Meißen.

## Schriften (Auswahl)
Monografien
- Das Amt Grimma 1485 bis 1548. Demographische, wirtschaftliche und soziale Verhältnisse in einem kursächsischen Amt am Ende des Mittelalters und zu Beginn der Neuzeit (= Schriften der Rudolf-Kötzschke-Gesellschaft. Band 2). Sax, Beucha 1996, ISBN 3-930076-22-5.
- Kursächsische Staatsfinanzen (1456–1656). Strukturen – Verfassung – Funktionseliten (= Quellen und Forschungen zur sächsischen Geschichte. Band 28). Steiner, Stuttgart 2006, ISBN 3-515-08955-1.
- Der Finanz- und Messeplatz Leipzig vom 13. bis zur Mitte des 17. Jahrhunderts. Geldwesen – Waren- und Zahlungsverkehr – Rentengeschäfte (= Abhandlungen der Sächsischen Akademie der Wissenschaften zu Leipzig, Philologisch-historische Klasse. Band 85, Heft 2). Sächsische Akademie der Wissenschaften zu Leipzig, Leipzig 2021, ISBN 978-3-7776-3025-0.
- Landstände im thüringisch-obersächsischen Raum (1231–1498). Ein Beitrag zur Geschichte des mitteldeutschen Hoch- und Niederadels (= Jenaer Mediävistische Vorträge. Band 8). Steiner, Stuttgart 2021, ISBN 978-3-515-12955-8.

Herausgeberschaften
- Sachsen 1763 bis 1832. Zwischen Rétablissement und bürgerlichen Reformen (= Schriften der Rudolf-Kötzschke-Gesellschaft. Band 3). Sax, Beucha 1996, ISBN 3-930076-23-3.
- Sachsen im 17. Jahrhundert. Krise, Krieg und Neubeginn (= Schriften der Rudolf-Kötzschke-Gesellschaft. Band 5). Sax, Beucha 1998, ISBN 3-930076-67-5.
- mit Hartmut Zwahr, Henning Steinführer: Leipzig, Mitteldeutschland und Europa. Festgabe für Manfred Straube und Manfred Unger zum 70. Geburtstag. Sax-Verlag, Beucha 2000, ISBN 3-934544-05-3.
- mit André Thieme: Beiträge zur Verfassungs- und Verwaltungsgeschichte Sachsens. Ausgewählte Aufsätze von Karlheinz Blaschke herausgegeben aus Anlaß seines 75. Geburtstages (= Schriften zur sächsischen Geschichte und Volkskunde. Band 5). Leipziger Universitätsverlag, Leipzig 2002, ISBN 3-935693-82-6.
- mit Manfred Hettling, Susanne Schötz: Figuren und Strukturen. Historische Essays für Hartmut Zwahr zum 65. Geburtstag. Saur, München 2002, ISBN 3-598-11585-7.
- mit Jörg Rogge: Hochadlige Herrschaft im mitteldeutschen Raum (1200 bis 1600). Formen – Legitimation – Repräsentation (= Quellen und Forschungen zur Sächsischen Geschichte. Band 23). Verlag der Sächsischen Akademie der Wissenschaften, Stuttgart 2003, ISBN 3-515-08245-X.
- mit Joachim Emig, André Thieme, Guntram Martin: Der Altenburger Prinzenraub 1455. Strukturen und Mentalitäten eines spätmittelalterlichen Konflikts (= Saxonia. Band 9). 2., korrigierte und ergänzte Auflage. Sax, Beucha 2008, ISBN 978-3-86729-021-0.
- mit Joachim Emig, Volker Leppin: Vor- und Frühreformation in thüringischen Städten (1470–1525/30) (= Quellen und Forschungen zu Thüringen im Zeitalter der Reformation. Band 1). Böhlau, Köln u. a. 2013, ISBN 978-3-412-20921-6.
- mit Armin Kohnle, Christina Meckelnborg: Georg Spalatin. Steuermann der Reformation, Begleitband zur Ausstellung „Georg Spalatin – Steuermann der Reformation“ in Altenburg vom 18. Mai bis 2. Nov. 2014. Mitteldeutscher Verlag, Halle (Saale) 2014, ISBN 978-3-936300-98-7.
- mit Armin Kohnle: Kurfürst Friedrich der Weise von Sachsen. Politik, Kultur und Reformation (= Quellen und Forschungen zur sächsischen Geschichte. Band 40). Steiner, Stuttgart 2015, ISBN 3-515-11282-0.
- mit Werner Greiling, Ronny Schwalbe: Der Altar von Lucas Cranach dem Älteren in Neustadt an der Orla und die Kirchenverhältnisse im Zeitalter der Reformation (= Quellen und Forschungen zu Thüringen im Zeitalter der Reformation. Band 3). Böhlau, Köln u. a. 2014, ISBN 978-3-412-22341-0.
- mit Enno Bünz, Werner Greiling: Thüringische Klöster und Stifte in vor- und frühreformatorischer Zeit (= Quellen und Forschungen zu Thüringen im Zeitalter der Reformation. Band 6). Böhlau Verlag, Köln u. a. 2017, ISBN 978-3-412-50807-4.
- mit Werner Greiling, Thomas T. Müller: Reformation und Bauernkrieg (= Quellen und Forschungen zu Thüringen im Zeitalter der Reformation. Band 12). Böhlau, Köln u. a. 2019, ISBN 978-3-412-51167-8.
- mit Leonhard Helten, Anke Neugebauer: Niederadlige Herrschaftskulturen. Legitimationen – Repräsentationen – Strategien (= Junges Forum Leucorea. Band 4). Mitteldeutscher Verlag, Halle (Saale) 2021, ISBN 978-3-96311-532-5.